# Ohr Tibor

/2/ Képes könyv 2020 - Címlap fotó: Ohr Tibor

Ohr Tibor (Kőszeg, 1982. október 9. –) sajtófotós, fényképész.
Ohr Tibor 2005 óta foglalkozik a fényképészettel. Más kezdeményezések mellett az ő nevéhez fűződik az első jelentősebb vidéki kiállítás létrehozása. (Zalaegerszegi Sajtófotó Kiállítás, 2011. Társalapítók voltak: Seres Péter, Pezzetta Umberto (Zalai Hírlap), Katona Tibor, Varga György /MTI/.) A kezdeményezés sikerét mutatja, hogy a következő években a környező megyék  sorra átvették a kiállítás ötletét. 

/1/ A 15. Zalaegerszegi Sajtófotó Kiállítás (2025) megnyitóján Bánkuti András (Mai Manó-ház alapítója, a MÚOSZ Fotóriporterek Szakosztályának elnöke) elmondta, hogy 2010-ben, a Budapesti Sajtófotó (alapítva 1982) kiállítás után, ez volt az ország legelső ilyen irányú vidéki kezdeményezés. Ennek apropójából az elmúlt 15 év képanyagai végre könyv formában, összegyűjtve is megtekinthetővé váltak.

/3/ A Zongorista – A Budapest Klezmer Band koncertjén készült a kép Zalaegerszegen, a Városi Hangverseny- és Kiállítóteremben 2011. október 20-án Jávori Ferencről (Fegyáról), az együttes vezetőjéről

Akik elindították a Zalaegerszegi Sajtófotó Kiállítást: Seres Péter, Ohr Tibor, Pezzetta Umberto, Katona Tibor és Varga György.Fotó: Bálizs Zsuzsanna, Szakony Attila/Zalai Hírlap

/1/ 2025 - Fókuszok - könyv - retrospektív válogatás Zalaegerszegi Sajtó Fotó kiállítás másfél évtizedének anyagából (2010-2015)

A Kreatív Város, Fenntartható Vidék program ötéves eredményeit magyar és angol nyelven, rengeteg fotóval, majdnem 200 oldalon bemutató könyvben a borítókép és a felvételek nagy többsége Ohr műve.
/2/ Képes könyv Kőszeg KRAFT - Megjelenés: 2020. december 10. 
/3/ Szerepelt a XXX. Magyar Sajtófotó Pályázaton Év fotói c. kiadványban, melyben a Művészet (egyedi) kategóriában „A Zongorista” c. felvétele is helyet kapott. 
Nevéhez fűződik a Kőszeg Város közösségi oldal megalapítása 2013-ban, mely azóta is aktív oldal.

## Kiállítások/zsűrizés/kiadványok
- 2009 – Szombathely – egyéni kiállítás
- 2011 – 1. Zalaegerszegi Sajtófotó Kiállítás (alapító tag)
- 2011 – XXX. Magyar Sajtófotó Pályázat: Év fotói kiadványban „A Zongorista” fotó
- 2012 – 2. Zalaegerszegi Sajtófotó Kiállítás
- 2013 - Kőszegi városi facebook oldal megalapítása
- 2013 – 3. Zalaegerszegi Sajtófotó Kiállítás
- 2014 – 4. Zalaegerszegi Sajtófotó Kiállítás
- 2015 – Szombathelyi Sajtófotó Kiállítás IV.
- 2015 – Kőszeg – Csók István Művészeti Kör - Szenc , Szlovénia
- 2015 – Vas Megyei Értéktár 2015[1]
- 2016 – Szombathelyi Sajtófotó Kiállítás V.
- 2018 – Kőszeg – Csók István Művészkőr
- 2018 – 8. Zalaegerszegi Sajtófotó Kiállítás – Zsűrizés
- 2019 – Kőszeg – Csók István Művészkőr, csoportos kiállítás
- 2019 - Gencsapáti az Értékek Mentén - Vasi honismereti és helytörténeti könyv
- 2019 – 9. Zalaegerszegi Sajtófotó Kiállítás – Zsűrizés
- 2019 – Egyéni kiállítás a Kőszegi Mezőgazdasági Szakiskolában
- 2019 – A jövő körvonalai – TÉR−ERŐ II. Építészeti Nemzeti Szalon – A Műcsarnok jövőszekciója és a kőszegi perspektíva címmel építészeti kiállítás - Magyar Építőművészet // Hungarian Architecture
- 2020 – 10. Zalaegerszegi Sajtófotó Kiállítás – Zsűrizés
- 2020 – A Kőszeg KRAFT eredményeit bemutató Képes Könyv (borítófotó és még számos fotó)
- 2021 – 11. Zalaegerszegi Sajtófotó Kiállítás – Zsűrizés
- 2022 – 12. Zalaegerszegi Sajtófotó Kiállítás – Zsűrizés
- 2022 – Országos Tűzmegelőzési Bizottság országos rajzpályázat zsűrielnöke[2]
- 2022 – Gesztenyevirágzás Velemben 30 − „Fotózz és Rajzolj Velem! 2022”: rajzpályázat, zsűrielnök
- 2023 – 13. Zalaegerszegi Sajtófotó Kiállítás − zsűrizés
- 2023 – A Kőszegi Polgári Kaszinó[3] tagja
- 2023 - Kőszegi Művészeti Egyesület - tagja - www.koszegart.hu
- 2023 - Vas Vármegyei Értéktár - könyv
- 2024 – 14. Zalaegerszegi Sajtófotó Kiállítás − zsűrizés
- 2024 - Vasvár Megye színe-java - képes könyv -
- 2024 – Országos Tűzmegelőzési Bizottság országos rajzpályázat zsűri elnöke
- 2024 - ÖT + KETTŐ Kőszeg - Bernstein - Képek és fotók kerámia és üvegművészet (vándorkiállítás) - Kőszegi Művészeti Egyesület - analóg és digitális fotók - Bernstein - ORF.at , Vas Népe, Rólunk.at ORF Radio Burgerland, Kőszeg és Vidéke
- 2024 - A kőszegi kaszinóélet 190 éve - fotók a könyvben
- 2024 - Kőszeg - TÜKÖR-KÉP kiállítás - Kőszegi Művészeti Egyesület - Analóg fotók
- 2025 - 15. Jubileumi Zalaegerszegi Sajtófotó Kiállítás - zsűrizés
- 2025 - Fókuszok - könyv -  retrospektív válogatás Zalaegerszegi Sajtó Fotó kiállítás másfél évtizedének anyagából (2010-2015)
- 2025 - Észak-Vas vármegye 10 éves fejlődését,  több mint 400 oldalon át bemutató képes könyv -  Közös ügyünk: Észak-Vas 2014-2024
- 2025 - Ausztria, Stadtschlaining Városháza - Fünf aus Kőszeg/ Kőszegi Ötök - Kőszegi Művészeti Egyesület csoportos kiállítása - Analóg fotók
- 2025 - Gesztenyevirágzás Velemben  − „Fotózz és Rajzolj Velem! 2025”: -  zsűrielnök